# Pseudotrimezia planifolia
Pseudotrimezia planifolia är en irisväxtart som beskrevs av Pierfelice Ravenna. Pseudotrimezia planifolia ingår i släktet Pseudotrimezia och familjen irisväxter. Inga underarter finns listade i Catalogue of Life.